# 스코핀

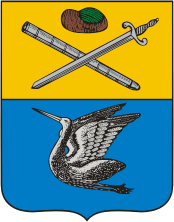
시 문장

스코핀(러시아어: Скопин)은 러시아 랴잔주 남서부에 위치한 도시로, 인구는 25,092명(2002년 기준)이며 랴잔(랴잔 주의 주도)에서 남서쪽으로 109 km 정도 떨어진 곳에 위치한다.
랴잔 주에서 가장 오래된 도시로 12세기 리하렙스코예 고로디시체(러시아어: Лихаревское городище, Likharevskoye Gorodishche)라는 마을이 건설되면서 신설되었다. 1663년 차르의 명령에 따라 나무로 만든 요새가 건설되었는데 이 요새는 모스크바 대공국 남동부를 방어하는 역할을 담당했다. 17세기 말부터 스코핀스카야슬로보다라고 부르게 되었고 1778년 스코핀으로 변경했다. 18세기 들어서면서 러시아의 국경선이 남쪽으로 이동하면서 군사적 기능을 상실했다.

## 자매 도시
- 벨라루스 Stolin (2014)